# Aleksander Węgierko
Aleksander Węgierko (ur. 17 lipca 1893 w Warszawie, zm. 24 czerwca 1941 w Mińsku) – polski aktor i reżyser teatralny, dyrektor artystyczny teatrów, założyciel i pierwszy dyrektor Teatru Dramatycznego w Białymstoku.

## Życiorys
Urodził się w rodzinie żydowskiej jako syn Mieczysława, ogrodnika cmentarza żydowskiego przy ulicy Okopowej w Warszawie, i Justyny z domu Ostblaum. Jego bratem był Jakub, internista i diabetolog.
Zadebiutował w 1912 w wileńskim teatrze. Od przełomu lat 1913/1914 występował w Warszawie, głównie w Teatrze Polskim. Był również związany z wieloma innymi teatrami, m.in. Teatrem Bagatela w Krakowie, Teatrem Nowym im. Heleny Modrzejewskiej w Poznaniu oraz warszawskimi teatrami Narodowym, Małym, na Chłodnej oraz Nowym. Występował w spektaklach takich reżyserów jak Aleksander Zelwerowicz, Józef Sosnowski, Juliusz Osterwa, Arnold Szyfman, Leonard Bończa-Stępiński, Karol Borowski.

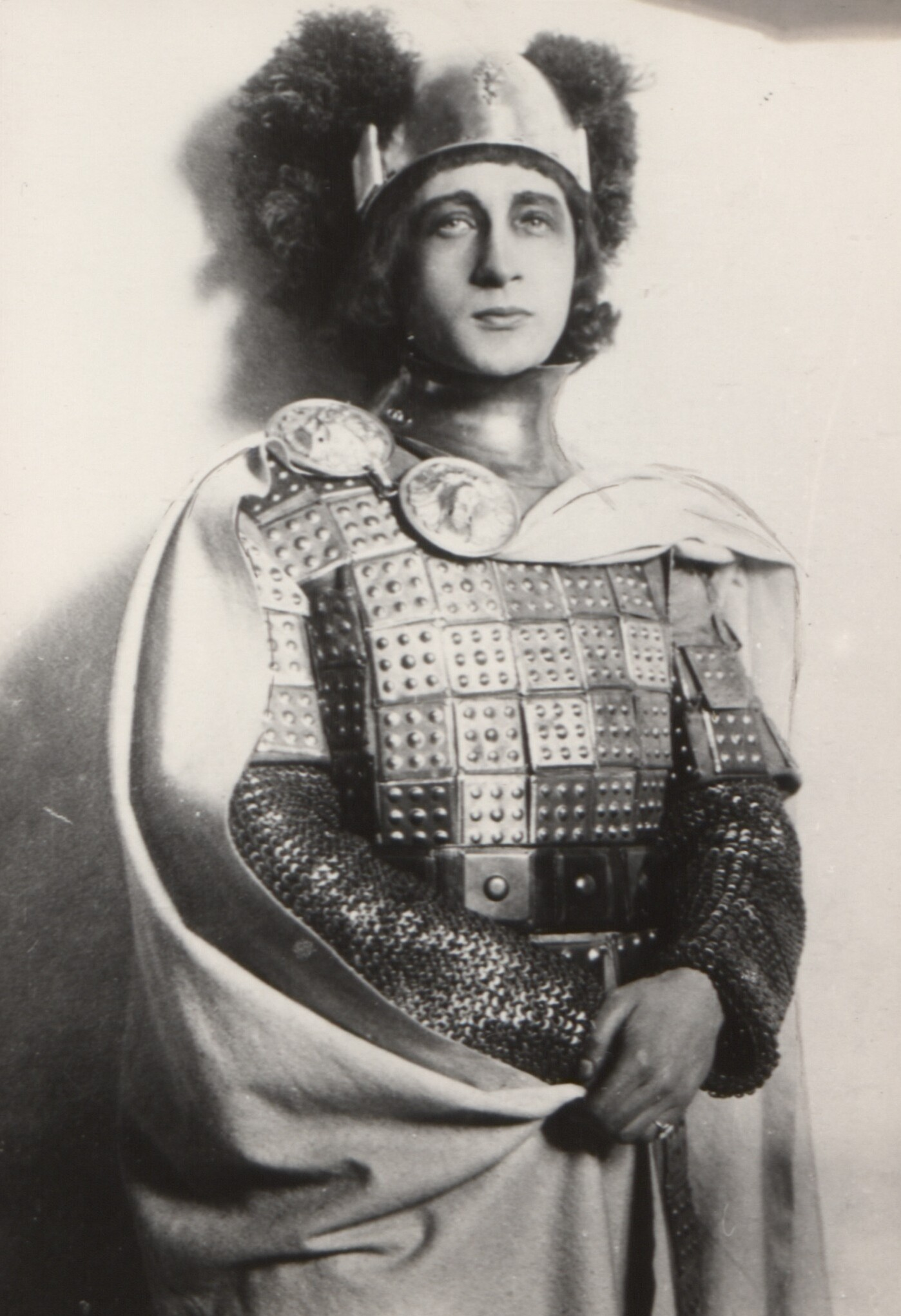
Aleksander Węgierko jako Don Henryk w spektaklu Książę Niezłomny J. Słowackiego wg Pedra Calderóna de la Barca (1918)

W latach 1921–1923 pełnił funkcję dyrektora artystycznego krakowskiego Teatru Bagatela, natomiast w latach 1926–1928 warszawskiego Teatru Małego. W 1939 był współzałożycielem i kierownikiem artystycznym Państwowego Teatru Polskiego Białoruskiej Socjalistycznej Republiki Radzieckiej w Grodnie.
W lipcu 1940 Węgierko przyjechał do Białegostoku. Jako nowy dyrektor teatru, ciesząc się sporym autorytetem w środowisku artystycznym oraz u władz radzieckich, zdobył fundusze i rozbudował gmach teatru. Wystawił m.in. Intrygę i miłość Schillera, Dożywocie Fredry, Pigmaliona Shawa, Pannę Maliczewską Zapolskiej i Wesele Figara Beaumarchais’go. Po agresji hitlerowskich Niemiec na Związek Radziecki (MChAT) Moskiewski Akademicki Teatr Artystyczny apelował do Węgierki, by ewakuował się w głąb Rosji oraz zaczął grać i reżyserować na jego deskach. Węgierko odmówił, nie chciał opuszczać zespołu, który w połowie maja 1941 wyjechał na występy do Mińska. W czasie bombardowania miasta spłonęły wszystkie dekoracje i kostiumy, po wkroczeniu Niemców rozproszył się także zespół.
Zginął w niewyjaśnionych okolicznościach. Według żony Leona Schillera, Ireny (pseud. Maria Korzyniewska), Węgierko zginął 24 czerwca 1941 w czasie bombardowania Mińska. Jedna z wersji mówi, iż ukrywał się przez jakiś czas jako organista u proboszcza we wsi pod Białymstokiem. Kiedy robiło się coraz niebezpieczniej, proboszcz chcąc go ratować, postanowił wysłać Węgierkę furmanką gdzie indziej. Furmankę zatrzymało gestapo. Indagowany Węgierko załamał się i przyznał się, że jest Żydem. Gestapowcy natychmiast go aresztowali i wysłali do obozu koncentracyjnego, gdzie zginął rok później. Inna wersja mówi, że zginął w ruinach białostockiego teatru.

## Życie prywatne
Od 15 stycznia 1915 był żonaty z malarką i scenografką Zofią Węgierkową z domu Billauer (1893–1975), siostrą aktora i reżysera Karola Billauera (1886–1968).

## Ordery i odznaczenia
- Złoty Krzyż Zasługi (11 listopada 1934)[7]
- Złoty Wawrzyn Akademicki (5 listopada 1938)[8]

## Upamiętnienie
1 grudnia 1949 Teatr Dramatyczny w Białymstoku otrzymał jego imię. W maju 2007 komisarz samorządu województwa podlaskiego Jarosław Schabieński podjął decyzję o zmianie patrona białostockiego teatru dramatycznego na wniosek Związku Piłsudczyków, w którego ocenie Węgierko nie nadawał się na patrona ze względu na współpracę z okupantem sowieckim. Po powtórnych wyborach samorządowych w listopadzie 2007  radni klubów PO oraz Lewica i Demokraci przegłosowali przywrócenie teatrowi patronatu Węgierki.